# Kilchberger Schwinget
Der Kilchberger Schwinget oder Kilchberg-Schwinget ist ein Schwingfest, das alle sechs Jahre in Kilchberg bei Zürich stattfindet. Es hat einen besonderen Status unter den überregionalen Schwingfesten, weil hier nur die sechzig besten Schwinger der Schweiz, im Schwingerjargon «die ganz Bösen», eingeladen werden. Daher gilt unter Schwingern ein Sieg am «Kilchberger» als schwieriger zu erreichen als ein Sieg am Eidgenössischen Schwing- und Älplerfest und bringt einen entsprechenden Status mit sich.
 

Der Kilchberger Schwinget wurde begründet durch den Kilchberger Juristen Emil Huber (1879–1938). Die Erstaustragung fand 1927 im Park des von Emil Huber geleiteten Sanatoriums Kilchberg statt. Als Gewinner ging Fritz Hagmann vom Feld.

Erstaustragung 1927

Huber richtete 1933 die Stiftung «Huber-Fonds» mit 15'000 Franken ein mit dem Zweck, periodisch in Kilchberg ein Schwingfest zu veranstalten. Da ein Nachkomme Hubers, der als Mäzen gewirkt hatte, kürzlich verstorben war, musste der 17. Kilchberger Schwinget, der pandemiebedingt ein Jahr später 2021 stattfand, erstmals Sponsoren zulassen, die Zürcher Kantonalbank und die Migros. Dank dem Sponsoring blieben die Eintrittstickets weiterhin gratis.
Der Kilchberger Schwinget wird sechsjährlich jeweils im September auf dem Gelände des Gutshofs «Uf Stocken» durchgeführt. Es wird vom Schweizer Fernsehen live übertragen. Eine Besonderheit ist, dass sowohl die Schwinger als auch die 12'000 Besucher nur auf Einladung kommen dürfen. Es können keine Kränze gewonnen werden, der Beste gewinnt einen Muni, die anderen erhalten einen Preis im Wert von mindestens 1000 Franken. Eine Eigenheit des Festes ist der Schönschwingerpreis, der an den Ästheten unter den Hünen abgegeben wird. Als einziger Schwinger konnte bisher Karl Meli den Kilchberger Schwinget zweimal für sich entscheiden.

## Sieger
- 1927: Fritz Hagmann
- 1932: Werner Bürkli
- 1936: Otto Marti
- 1946: Peter Vogt
- 1952: Walter Flach
- 1957: Hans Münger
- 1962: Hans Bühler
- 1967: Karl Meli
- 1973: Karl Meli
- 1978: Hans Kopp
- 1984: Ernst Schläpfer
- 1990: Eugen Hasler
- 1996: Niklaus Gasser
- 2002: Jörg Abderhalden
- 2008: Christian Stucki
- 2014: Matthias Sempach
- 2021: Samuel Giger (1a); Damian Ott (1b), Fabian Staudenmann (1c).[7]